# HK MG4
MG4 (нем. Heckler & Koch MG4 (Maschinengewehr), другое название — HK123) — ручной пулемёт, производимый компанией Heckler & Koch GmbH. Разрабатывался со второй половины 1990-х годов. Первый его прототип впервые был показан широкой публике в 2001 году. Новый пулемёт стал прямым конкурентом такому популярному образцу, как бельгийский FN Minimi / M249 SAW, и предназначен на ту же роль — лёгкого и мобильного оружия огневой поддержки уровня пехотного отделения.
Пулемёт в 2003 году принят на вооружение Бундесвера (Армии ФРГ) под обозначением MG4, а в 2007 году был заключён и первый экспортный контракт с Испанией. В германской армии MG4 постепенно заменит более тяжёлый, но и более мощный единый пулемёт MG3 калибра 7.62мм НАТО, используемый в роли ручного.

## Описание
Как и винтовка HK G36 этой же фирмы, пулемёт HK MG4 знаменует переход Хеклер-Кох от систем на основе автоматики с роликовым полусвободным затвором к системам с газоотводной автоматикой. Пулемёт MG4 является автоматическим оружием с ленточным питанием, газоотводной автоматикой, воздушным охлаждением ствола. Газовый поршень располагается под стволом и жёстко связан с затворной рамой, на которой расположен поворотный затвор. На верхней части затворной рамы расположен ролик, приводящий в движение механизм подачи ленты. Ствол быстросъемный, смена ствола производится без использования инструментов. Для этой цели на стволе укреплена специальная рукоятка, служащая также рукояткой для переноски оружия. Кроме того, рукоятка, в сложенном положении, служит дополнительным фиксатором ствола в ствольной коробке. Для замены ствола необходимо рукоятку поднять.
Питание пулемёта осуществляется при помощи стандартной рассыпной ленты, подача которой осуществляется с левой стороны оружия. К пулемёту может примыкаться специальная коробка, вмещающая ленту на 100 или 200 патронов. Выброс пустых звеньев ленты — направо, стреляных гильз — вниз.
Пулемёт HK MG4 может вести только автоматический огонь, двусторонний предохранитель расположен над пистолетной рукояткой. Стрельба ведётся с открытого затвора. Рукоятка заряжания расположена справа. Пулемёт имеет складной влево пластиковый приклад, лёгкое пластиковое цевьё и складную двуногую сошку, установленную на газоотводном блоке. Сошка регулируется по высоте, в сложенном положении сошка помещается под стволом между специальными пластиковыми накладками. Сложенная сошка, таким образом, заменяет собой цевьё, позволяя удерживать пулемёт без перчаток, при стрельбе с рук.
Кроме того, на нём предусмотрены крепления для установки на американский станок модели М112А1. Прицельные приспособления включают мушку на складном основании и регулируемый быстросъемный целик, установленный на направляющую типа Picatinny на крышке ствольной коробки. Целик проградуирован от 100 до 1000 метров, вместо него (или вместе с ним) возможна установка различных дневных и ночных прицелов со стандартными креплениями. Пулемёт сконструирован по схеме штурмовой винтовки G36, и потому отличается высокой точностью, достаточной надежностью, удобством и сравнительно небольшой отдачей.

## Варианты
HK MG4 поставляется в пяти вариантах:
- HK123 — стандартная версия с длиной ствола 450 мм и складным прикладом;
- HK123Е — экспортный вариант пулемёта НК123 с длиной ствола 450 мм и складным прикладом;
- HK123 Vehicle Weapon — версия пулемёта для установки на технику или в качестве вооружения дистанционно-управляемого боевого модуля, с длиной ствола 450 мм.
- HK123K — укороченная версия пулемёта с длиной ствола 370 мм и складным прикладом;
- HK123KЕ — экспортный вариант пулемёта НК123K с длиной ствола 370 мм и складным прикладом[4].

| Калибр, мм                                            | 5,56                                             | 5,56                                             | 5,56                                             | 5,56                                             |
| Патрон                                                | 5,56 × 45 мм НАТО                                | 5,56 × 45 мм НАТО                                | 5,56 × 45 мм НАТО                                | 5,56 × 45 мм НАТО                                |
| Принцип работы автоматики                             | Отвод пороховых газов                            | Отвод пороховых газов                            | Отвод пороховых газов                            | Отвод пороховых газов                            |
| Механизмы запирания и отпирания канала ствола         | Поворотом затвора, стрельба при открытом затворе | Поворотом затвора, стрельба при открытом затворе | Поворотом затвора, стрельба при открытом затворе | Поворотом затвора, стрельба при открытом затворе |
| Вид боепитания                                        | Левосторонняя разъёмно-звеньевая патронная лента | Левосторонняя разъёмно-звеньевая патронная лента | Левосторонняя разъёмно-звеньевая патронная лента | Левосторонняя разъёмно-звеньевая патронная лента |
| Режим огня                                            | 0-D                                              | 0-D                                              | 0-D                                              | 0-D                                              |
| Темп стрельбы, выстр./мин                             | 890 ± 60                                         | 890 ± 60                                         | 890 ± 60                                         | 890 ± 60                                         |
| Длина оружия со сложенным / разложенным прикладом, мм | 830 / 1 030                                      | 830 / 1 030                                      | - / 830                                          | 750 / 950                                        |
| Ширина оружия, мм                                     | 96                                               | 96                                               | 96                                               | 96                                               |
| Высота оружия, мм                                     | 228                                              | 228                                              | 185                                              | 228                                              |
| Длина ствола, мм                                      | 450                                              | 450                                              | 450                                              | 370                                              |
| Длина прицельной линии, мм                            | 490                                              | 490                                              | -                                                | 490                                              |
| Масса оружия, кг                                      | 8,15                                             | 7,90                                             | 6,80                                             | 7,70                                             |
| Масса ствола, кг                                      | 1,75                                             | 1,70                                             | 1,75                                             | 1,50                                             |
| Масса сошек, кг                                       | 0,70                                             | 0,50                                             | -                                                | 0,50                                             |